# Attentat de l'église de Kasindi
L'attentat de l'église de Kasindi est survenu le 15 janvier 2023 lorsqu'une bombe a explosé lors d'un office dans une église pentecôtiste de Kasindi, située à la frontière ougandaise, dans le Nord-Kivu, en république démocratique du Congo. Au moins 17 personnes ont été tuées et 39 autres ont été blessées lors de l'attaque.

## Réactions
L'État islamique a revendiqué l'attaque,. Les autorités ont blâmé les Forces démocratiques alliées (FDA), un groupe islamiste ougandais dont l'insurrection des Forces démocratiques alliées a commencé en 1996 et s'est étendue à la RDC. Le groupe a prêté allégeance à l'État islamique. Un kenyan a été arrêté sur les lieux.